# Spartak Moscou
Le Spartak Moscou est un club omnisports russe basé dans la capitale russe, Moscou.

## Sections
- Football : Voir article FK Spartak Moscou
- Hockey sur glace : Voir article HK Spartak Moscou
- Rugby à XV : Voir article Spartak GM
- basket-ball féminin : Voir article Spartak région de Moscou